# 長野 (小惑星)
長野（ながの、23638 Nagano）は小惑星帯の小惑星である。埼玉県のアマチュア天文家、佐藤直人が1997年に発見した。
長野市は長野県の県庁所在地で、1998年2月の第18回冬季オリンピックの開催地である。